# Celticecis unguicula
Celticecis unguicula är en tvåvingeart som först beskrevs av Beutenmuller 1907.  Celticecis unguicula ingår i släktet Celticecis och familjen gallmyggor. Inga underarter finns listade i Catalogue of Life.